# Kehlsteinhaus

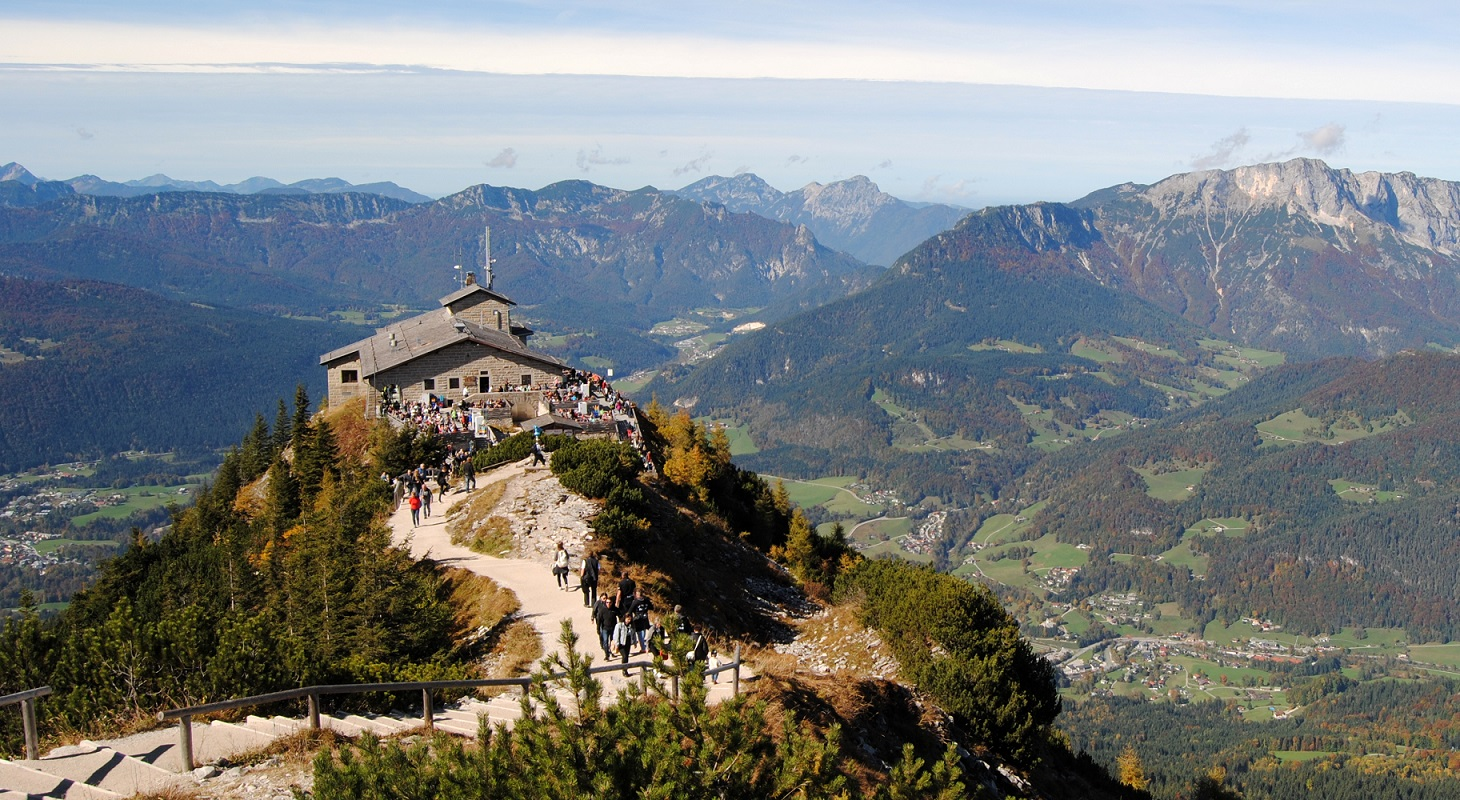
O "Ninho da Águia" em Obersalzberg, Berchtesgaden.

O Kehlsteinhaus (conhecido em português como Ninho da Águia) é um edifício construído pelos nazistas e erguido no topo do Kehlstein, um afloramento rochoso que se eleva acima de Obersalzberg, perto da cidade alemã a sudeste de Berchtesgaden. Era utilizado exclusivamente por membros do Partido Nazista para reuniões sociais e de governo. Foi visitado em quatorze instâncias documentadas por Adolf Hitler. Hoje, está aberto sazonalmente como restaurante, cervejaria e local turístico.